# Jaqueline Mourão
Pour les articles homonymes, voir Mourão.
Jaqueline « Jaque » Mourão, née le 27 décembre 1975 à Belo Horizonte est une cycliste, fondeuse et biathlète brésilienne. Elle participe aux Jeux olympiques d'été, en VTT lors des éditions de 2004 et de 2008 et aux Jeux olympiques d'hiver, en 2006, 2010, 2014, 2018 et 2022 en ski de fond. Lors des Jeux olympiques 2014, où elle dispute les épreuves de biathlon, elle est la porte-drapeau de la délégation brésilienne. Elle a également été nommée porte-drapeau de la délégation brésilienne aux Jeux d'hiver à Pékin pour souligner ses huit (8) participations aux Jeux Olympiques (record brésilien).

## Biographie

### Débuts
Jaqueline Mourão est née en 1975 dans la ville montagneuse de Belo Horizonte, au Brésil, où elle a grandi tout en ayant un style de vie très actif en faisant partie de nombreux clubs régionaux de natation, de gymnastique et d'athlétisme ou d'équipes sportives. Jaqueline a commencé à faire du vélo à quinze ans et elle a participé à sa première compétition de vélo de montagne un an plus tard. Elle a représenté le Brésil, pour la première fois, comme « descendeuse » lors des championnats du monde de vélo de montagne en 1997 à Château-d'Œx, en Suisse. L'année suivante, elle s’est gravement blessée à la jambe lors d'un accident à l’entraînement juste avant les championnats brésiliens de descente en 1998. Depuis ce moment, elle a décidé de se consacrer uniquement à l’entraînement d’endurance et aux compétitions de vélo de montagne, de triathlon et de course à pied. Elle a fait tout cela tout en étudiant et en travaillant à l'université fédérale de Minas Gerais, où elle a obtenu une maîtrise en activité physique. 
Elle se marie avec le skieur canadien Guido Visser.

### Carrière cycliste
En 2002, le programme de Solidarité olympique lui a offert une bourse pour faire partie du Centre mondial du cyclisme (CMC) de l’Union cycliste internationale (UCI) à Aigle, en Suisse, comme entraîneuse auxiliaire. Ceci lui a également permis de prendre de l’expérience en compétition grâce à une saison complète de courses de vélo de montagne en Europe. Après une saison de compétition couronnée de succès, Jaqueline a commencé à croire en ses chances de devenir la première Brésilienne à se qualifier pour les Jeux olympiques d'été en vélo de montagne. Son rêve est devenu réalité l'année suivante lorsqu’elle termine la saison 2003 au neuvième rang du classement mondial de l’UCI avec une solide huitième place au marathon des Championnats du monde de vélo de montagne. En plus de se qualifier pour les Jeux olympiques d’Athènes en 2004, ses deux années avec le CMC lui ont permis d’apprendre à parler l'anglais ainsi que le français. 
En 2005, Jaqueline a obtenu la première victoire en Coupe du monde de l’histoire du cyclisme brésilien en franchissant la ligne d’arrivée au Mont-Sainte-Anne devant la double championne olympique, l’italienne Paola Pezzo, lors de l'étape canadienne de la Coupe du monde de marathon de vélo de montagne. L’olympienne brésilienne continuera sa quête de l'excellence dans son sport, en représentant son pays avec fierté aux prochains Jeux olympiques de Pékin 2008.
En 2019, elle remporte la médaille de bronze aux Jeux panaméricains.

### Carrière en ski
Née et élevée au Brésil, Jaqueline n'a jamais vu de neige avant l'âge de vingt-six ans lors de son arrivée en Suisse au Centre mondial du cyclisme (CMC) de l’Union cycliste internationale (UCI) à Aigle, Suisse, en 2002. Elle se fait initier au ski de fond en 2005 par son mari et entraîneur canadien, Guido Visser, membre de l'équipe canadienne aux Jeux de Nagano en 1998. Après deux participations aux Jeux d'été en VTT et deux participations aux Jeux d'hiver en ski de fond, elle essaie le biathlon lors de sa grossesse après les Jeux de Vancouver. Aidée par les entraîneurs de l'équipe canadienne de biathlon, Jean Paquet et Martin Tremblay, elle obtient divers résultats lui permettant de participer à des manches de Coupe du monde de biathlon.
Porte-drapeau du Brésil aux Jeux olympiques 2014, à Sotchi, grâce à ses cinq participations aux Jeux olympiques qui consiste en un record féminin qu'elle partage avec deux autres Brésiliennes. Elle est l'unique athlète internationale à avoir participé aux Jeux d'été et d'hiver dans trois disciplines olympiques différentes. À Sotchi, elle se classe 77e du sprint et 76e à la compétition individuelle, mais ne se qualifie pas pour la poursuite.
Elle compte également quatre départs pour des courses aux Jeux olympiques en ski de fond entre 2006 et 2018, sept sélections pour les Championnats du monde de ski nordique et quinze apparitions en Coupe du monde de ski de fond.

## Palmarès en VTT

### Jeux olympiques
- Athènes 2004
  - 18e du cross-country
- Pékin 2008
  - 19e du cross-country
- Tokyo 2020
  - 35e du cross-country

### Jeux panaméricains
- Lima 2019
  -  Médaillée de bronze du cross-country

### Championnats du Brésil
- Championne du Brésil de cross-country  : 2005, 2006, 2008 et 2018

## Palmarès en ski de fond

### Jeux olympiques
| Épreuve / Édition   | Sprint                           | Sprint                           | 10 km                            | 10 km                            | Poursuite / Skiathlon 2 × 7,5 km | 30 km | Relais | Relais   |
| Épreuve / Édition   | libre                            | classique                        | libre                            | classique                        | Poursuite / Skiathlon 2 × 7,5 km | 30 km | Sprint | 4 × 5 km |
| JO 2006 Turin       | -                                | Épreuve inexistante à cette date | Épreuve inexistante à cette date | 67e                              | -                                | -     | —      | -        |
| JO 2010 Vancouver   | Épreuve inexistante à cette date | —                                | 66e                              | Épreuve inexistante à cette date | -                                | -     | —      | —        |
| JO 2014 Sotchi      | 64e                              | Épreuve inexistante à cette date | Épreuve inexistante à cette date | -                                | -                                | —     | -      | -        |
| JO 2018 Pyeongchang | Épreuve inexistante à cette date | -                                | 74e                              | Épreuve inexistante à cette date | -                                | -     | —      | -        |

Légende :
- : pas d'épreuve
- — : non disputée par Mourão

### Championnats du monde
| Épreuve / Édition           | Sprint                           | Sprint                           | 10 km                            | 10 km                            | Poursuite / Skiathlon 2 × 7,5 km | 30 km | Relais | Relais   |
| Épreuve / Édition           | libre                            | classique                        | libre                            | classique                        | Poursuite / Skiathlon 2 × 7,5 km | 30 km | Sprint | 4 × 5 km |
| Mondiaux 2007 Sapporo       | Épreuve inexistante à cette date | 67e                              | 68e                              | Épreuve inexistante à cette date | -                                | -     | -      | -        |
| Mondiaux 2009 Liberec       | 76e                              | Épreuve inexistante à cette date | Épreuve inexistante à cette date | -                                | LAP                              | 54e   | -      | -        |
| Mondiaux 2011 Oslo          | 72e                              | Épreuve inexistante à cette date | Épreuve inexistante à cette date | 62e                              | -                                | -     | -      | -        |
| Mondiaux 2013 Val di Fiemme | Épreuve inexistante à cette date | -                                | 75e                              | Épreuve inexistante à cette date | -                                | -     | -      | -        |
| Mondiaux 2017 Lahti         | 73e                              | Épreuve inexistante à cette date | Épreuve inexistante à cette date | 67e                              | -                                | 45e   | -      | -        |
| Mondiaux 2019 Seefeld       | 75e                              | Épreuve inexistante à cette date | Épreuve inexistante à cette date | 75e                              | -                                | -     | -      | -        |
| Mondiaux 2021 Oberstdorf    | Épreuve inexistante à cette date | 83e                              | 75e                              | Épreuve inexistante à cette date | 55e                              | 48e   | 24e    | -        |

## Palmarès en biathlon

### Jeux olympiques
| Épreuve / Édition           | Individuel | Sprint | Poursuite | Départ en masse | Relais | Relais mixte |
| Jeux olympiques 2014 Sotchi | 74e        | 76e    | —         | —               | —      | —            |

Légende :
- - : Non disputée par Mourão

#### Championnats du monde
| Épreuve / Édition        | Individuel | Sprint | Poursuite | Mass start | Relais | Relais mixte |
| Mondiaux 2012 Ruhpolding | 88e        | 108e   | -         | -          | -      | -            |
| Mondiaux 2013 Nové Město | 102e       | 108e   | -         | -          | —      | -            |

Légende :
- — : non disputée par Mourão